# Stanisław Bisztyga
Stanisław Bisztyga (ur. 11 października 1951 w Myślenicach) – polski ekonomista, polityk i samorządowiec, senator VII kadencji.

## Życiorys
W 1974 ukończył studia na Wydziale Ekonomiki Obrotu Towarowego i Usług Akademii Ekonomicznej w Krakowie. W 1992 uzyskał stopień doktora w dziedzinie turystyki na krakowskiej Akademii Wychowania Fizycznego. Do 1989 pracował w urzędzie miasta, w tym samym roku objął stanowisko dyrektora ds. ekonomicznych i pracowniczych Chemobudowy Kraków S.A. Działał w Stronnictwie Demokratycznym. W latach 1994–2002 zasiadał w krakowskiej radzie miejskiej (wybrany z ramienia koalicji UW, PChD i SD). Po odejściu z SD należał do Unii Wolności, w 2001 przystąpił do Platformy Obywatelskiej. Z listy PO bez powodzenia kandydował do Sejmu w wyborach parlamentarnych w 2001 z okręgu chrzanowskiego. W 2006 uzyskał mandat radnego Sejmiku Województwa Małopolskiego.
W wyborach parlamentarnych w 2007 z ramienia PO został wybrany na senatora VII kadencji w okręgu krakowskim, otrzymując 314 314 głosów. W 2011 bez powodzenia ubiegał się o reelekcję w okręgu jednomandatowym. Dostał 92 697 głosów (o 84 mniej od zwycięskiego kandydata). Został następnie wiceprezesem zarządu Małopolskiej Agencji Rozwoju Regionalnego. Bezskutecznie kandydował w 2014 do Parlamentu Europejskiego i w 2015 ponownie do Senatu. W 2018 z listy Koalicji Obywatelskiej uzyskał mandat radnego sejmiku małopolskiego VI kadencji.

## Odznaczenia
W 2005 otrzymał Złoty Krzyż Zasługi. Na mocy decyzji ministra obrony narodowej nr 154 z dnia 15 lutego 2010, w uznaniu zasług, położonych w dziedzinie rozwoju i umacniania obronności Rzeczypospolitej Polskiej, został odznaczony Srebrnym Medalem „Za zasługi dla obronności kraju”.

## Życie prywatne
Jego żoną jest Wiktoria Bisztyga, absolwentka polonistyki UJ. Ma dwoje dzieci, w tym Paulinę, wokalistkę i kompozytorkę.